# 60! Década de Arromba - Doc. Musical
60! Década de Arromba - Doc. Musical é uma peça do teatro musical brasileiro que estreou em dezembro de 2016 no Theatro Net Rio. A peça é considerada uma superprodução construída a partir de grandes sucessos musicais da década de 1960. Tem duração de 180 minutos.

## Produção
O musical é considerado uma superprodução feita em parceria entre Brain+, a Reder Entretenimento e a Estamos Aqui. Foram utilizados 20 cenários, 10 toneladas de materiais cênicos, mais de 300 figurinos, 24 atores e uma orquestra de 10 músicos.

## Elenco Original
- Wanderléa
- Amanda Döring
- Analu Pimenta
- André Sigom
- Bel Lima
- Cássia Raquel
- Deborah Marins
- Erika Affonso
- Fabiana Tolentino
- Giu Mallen
- Jade Salim
- Jullie
- Leandro Massaferri
- Leo Araujo
- Marcelo Ferrari
- Mateus Ribeiro
- Pedro Arrais
- Rachel Cristina
- Raphael Rossatto
- Rodrigo Morura
- Rodrigo Naice
- Rodrigo Serphan
- Rosana Chayin
- Tauã Delmiro
- A atriz Cássia Raquel deixou o espetáculo em 8 de janeiro de 2017 para se dedicar ao revival de Les Miserábles.

Elenco Original Paulistano
- Wanderléa
- Amanda Döring
- Analu Pimenta
- André Sigom
- Bel Lima
- Camila Braunna
- Deborah Marins
- Erika Affonso
- Ester Freitas
- Gabi Porto
- Giu Mallen
- Jade Salim
- Fernanda Biancamano
- Leandro Massaferri
- Leo Araujo
- Marcelo Ferrari
- Mateus Ribeiro
- Pedro Arrais
- Rachel Cristina
- Raphael Rossatto
- Rodrigo Morura
- Rodrigo Naice
- Rodrigo Serphan
- Rosana Chayin
- Tauã Delmiro

## Apresentações
2016
- Rio de Janeiro - Theatro Net Rio (26 de Novembro de 2016 a 26 de Março de 2017)

2017
- São Paulo - Theatro Net São Paulo (7 de Abril a 8 de Outubro)

2018
- Rio de Janeiro-Theatro Net Rio (4 de Janeiro a 11 de Março)
- Campinas  - Theatro Iguatemi Campinas (15 de Março a 1 de Abril)
- São Paulo - Theatro Net São Paulo (6 de Abril a 1 de Maio)
- Fortaleza - Theatro Via Sul- 10 de Maio a 13 de Maio
- Brasília - Centro de Convenções Ulysses Guimarães- 18 de Maio a 20 de Maio
- Vitória- Arena de Eventos- 25 de Maio a 27 de Maio
- Belo Horizonte- Sesc Palladium- 1 de Junho a 3 de Junho
- Curitiba-Centro Cultural Teatro Guaíra- 09 e 10 de Junho
- Porto Alegre- Teatro do Bourbon Country- 16 de Junho
- Recife- Teatro Riomar Recife-29 e 30 de Junho
- Natal- Teatro Riachuelo Natal- 06 e 7 de Julho

## Recepção
Leonardo Torres, em sua crítica para o Teatro em Cena escreveu: "O videografismo – criado por Thiago Stauffer – conduz o espetáculo, sem deixar lacunas, e conta uma história, a do mundo, naquela década. Não se sente falta de diálogos, e a atenção do público é segurada do início ao fim dessa maneira. Também contribui para esse ponto a qualidade de superprodução, assinada pela Brain+, que não deixa nada a ver ou até supera montagens de produtoras consagradas no segmento como Aventura Entretenimento e Möeller e Botelho. (...) tem muito mais motivos para elogios do que críticas, mas seu principal defeito está na raiz do projeto. O tema 'anos 60', para um documentário, é extremamente amplo. Extremamente. Não se trata sequer de 'música dos anos 60' ou, ainda melhor como recorte, 'música brasileira dos anos 60'. (...)  Dá para dividir '60 – Década de Arromba' em vários musicais mais concisos, e não menos potentes. Com essa falha, o espetáculo apresenta um excesso de informações, necessário para dar conta do título da peça, mas tratando tudo com brevidade."